# Dominique Paquet
Dominique Paquet est une comédienne, dramaturge et philosophe française née à Bordeaux le 19 juillet 1954.

## Biographie
Elle est la fille de Raymond Paquet, fondateur de la Compagnie dramatique d'Aquitaine, et de Dominique Sandrel, comédienne et speakerine de télévision.
Après des études de psychologie à l’Université de Bordeaux II, Dominique Paquet entre à l'École nationale supérieure des arts et techniques du théâtre, puis elle commence à jouer en décentralisation théâtrale. Elle fait partie de la compagnie théâtrale « Groupe 3.5.81 » dont elle devient, avec Patrick Simon, la codirectrice à la mort du fondateur Bernard Anberrée en 1993,. Elle participe ainsi à l'adaptation dramatique et interprète elle-même des pièces d'auteurs aussi divers que Colette ou Marguerite Duras.
Elle devient docteur en philosophie en 1987 à l'université Paris-Nanterre, cursus complété en 1998 par un second doctorat, en esthétique, sciences et technologie des arts cette fois à l'université Paris-VIII. Elle enseigne la littérature ou la méthodologie philosophique dans plusieurs écoles privées, tout en poursuivant sa carrière d’actrice et d’écrivain. Elle est chargée de cours à l’Université Paris-VIII de 1996 à 2016 et à l'Université Sorbonne Nouvelle - Paris 3 de 2013 à 2020.
Elle est l'auteur d'une trentaine de pièces éditées, (notamment aux Éditions théâtrales, à L'École des loisirs, aux éditions Lansman) et de cinq essais philosophiques et esthétiques (Éditions Chiron, Éditions L'Harmattan, Éditions Gallimard), notamment Miroir, mon beau miroir, une histoire de la beauté, paru en 1997 chez Gallimard et traduit en de nombreuses langues,. Elle publie également plus de quatre-vingt articles pour l’Encyclopædia Universalis, et de nombreux autres articles dans des revues philosophiques ou théâtrales.
De 2002 à 2004, elle occupe le poste de secrétaire générale du Théâtre du Port de la lune, Centre dramatique national de Bordeaux. Elle est, depuis 2004, déléguée générale des écrivains associés du théâtre.
Le Groupe 3.5.81 est accueilli en 2006 en résidence d'artistes à l'espace culturel Boris Vian des Ulis,. Elle est nommée codirectrice avec Patrick Simon, en 2008 jusqu’en 2015. Sous leur direction, l’Espace culturel Boris Vian devient Scène conventionnée jeune public et adolescent. Maintenant, Dominique Paquet va dans différents établissements comme des écoles, collège, lycée, prison ou encore EHPAD pour aborder un point de philosophie et échanger avec les gens sur un sujet.

## Théâtre

### Comédienne
- 1968 : Le Prince de Hombourg d'Heinrich von Kleist, mise en scène de Raymond Paquet, Bordeaux.
- 1969 : Un chapeau de paille d'Italie d'Eugène Labiche, mise en scène de Raymond Paquet, Bordeaux.
- 1970 : Les Joyeuses Commères de Windsor de William Shakespeare, mise en scène de Raymond Paquet, Bordeaux.
- 1971 : Mille Francs de récompense de Victor Hugo, mise en scène de Raymond Paquet, Bordeaux.
- 1972 : Rendez-vous ! de Philippe Soupault, mise en scène de Raymond Paquet, Bordeaux.
- 1973 : L'Avare de Molière, mise en scène de Raymond Paquet, Compagnie dramatique d’Aquitaine, Bordeaux.
- 1973 : Les Vingt Pièces d’or d’après Bertolt Brecht, mise en scène Guy Pehourq, Bordeaux.
- 1973 : L'État civil de Pierre Gripari, mise en scène Guy Suire, Festival des jeux du Théâtre de Sarlat.
- 1974 : La Maison de Bernarda Alba de Federico García Lorca, mise en scène de Raymond Paquet, Compagnie dramatique d’Aquitaine, Bordeaux.
- 1974 : La Noce chez les petits bourgeois de Bertolt Brecht, mise en scène de Raymond Paquet, Compagnie dramatique d’Aquitaine, Bordeaux.
- 1975 : La Farce de Maître Pathelin, mise en scène collective, Festival du Marais.
- 1975 : Dom Juan de Molière, mise en scène de Michel Le Royer, Théâtre Firmin Gémier d'Antony (Hauts-de-Seine).
- 1976 : George Dandin de Molière, mise en scène de Raymond Paquet, Compagnie dramatique d’Aquitaine, Bordeaux.
- 1976 : Le Médecin malgré lui de Molière, mise en scène de Raymond Paquet, Compagnie dramatique d’Aquitaine, Bordeaux.
- 1976 : Le Roi-Cerf de Carlo Gozzi, mise en scène de Patrick Simon, Compagnie de l’Hippogriffe.
- 1976 : Les Meurtrières de Victor Haïm, mise en scène d'Erik Krüger, Bordeaux.
- 1977 : Marie-Madeleine de Frantz Xavier Kroetz, mise en scène de Raymond Paquet, Compagnie dramatique d’Aquitaine, Bordeaux.
- 1978 : Dom Juan de Molière, mise en scène d'André Bénichou, Théâtre Populaire Jurassien, Lons-le-Saunier.
- 1978 : Fantômas de Pierre Souvestre et Marcel Allain, mise en scène de Louis Ciréfice, Théâtre Populaire Jurassien, Lons-le-Saunier.
- 1979 : Une femme adossée au tronc humide d’un chêne de Virginia Woolf, mise en scène d'Isabelle Ehni, Compagnie dramatique d’Aquitaine, Bordeaux.
- 1980 : Les Précieuses ridicules de Molière, mise en scène de Daniel Royan, Théâtre de Saint-Maur.
- 1980 : Le Dindon de Georges Feydeau, mise en scène de François Timmerman, Compagnie dramatique d’Aquitaine, Bordeaux.
- 1980 : Les Deux Orphelines d'Adolphe Ennery et Eugène Cormon, mise en scène d'André Benichou, Théâtre Populaire Jurassien, Lons-le-Saunier.
- 1980 : La Mémoire courte d'Yves Jamiaque, mise en scène de Jean-Luc Moreau, Théâtre de la Madeleine, Paris.
- 1981 : Siegfried de Jean Giraudoux, mise en scène de Georges Wilson, Théâtre de la Madeleine, Paris.
- 1982 : Lysistrata et L'Assemblée des femmes d’après Aristophane, mise en scène de Raymond Paquet, Bordeaux.
- 1982 : Le Capitaine Fracasse d’après Théophile Gautier, mise en scène de Bernard Anberrée, Festival de Guéret.
- 1982 :  Du vent dans les branches de sassafras de René de Obaldia, mise en scène de Jacques Rosny, tournée.
- 1983 : Et ça leur faisait très mal ? d'Henri Amouroux, mise en scène de Jacqueline Bœuf, Bordeaux.
- 1984 : Un otage de Brendan Behan, mise en scène de Georges Wilson, Théâtre de la Madeleine, Paris.
- 1984 : Les Rustres de Carlo Goldoni, mise en scène de Claude Santelli, tournée.
- 1985 : Colette, dame seule d’après Colette, mise en scène de Patrick Simon, Théâtre Les Déchargeurs, Paris.
- 1988 : Suzanna Andler de Marguerite Duras, mise en scène de Bernard Anberrée, Théâtre 13, Paris.
- 1990 : Congo-Océan de Dominique Paquet, mise en scène de Patrick Simon, Théâtre de la Main d’or, Paris.
- 1992 : Le Boucher cartésien d’après Descartes, mise en scène de Patrick Simon, Espace Kiron, Paris.
- 1992 : Ubu Roi d'Alfred Jarry, mise en scène de Babette Masson, tournée.
- 1994 : Journal d’écume de Dominique Paquet, audio-spectacle de Yvan Blanloeil, Compagnie Intérieur Nuit.
- 1994 : Alice en Afrique de Gilles Zaepffel, tournée.
- 1994 : La Byzance disparue de Dominique Paquet, mise en scène de Patrick Simon, Caserne des Pompiers.
- 1995 : Au bout de la plage… le banquet d’après Platon, mise en scène de Patrick Simon, Théâtre de la Main d’or, Paris.
- 1995 : La Trilogie Auschwitz de Charlotte Delbo, mise en voix de Claude-Alice Peyrottes, Bordeaux.
- 1997 : Les escargots vont au ciel de Dominique Paquet, mise en scène de Patrick Simon, tournée.
- 1997 : Le Manger-mou et le sous-vide de Dominique Paquet, mise en scène de Patrick Simon, Théâtre de la Tempête, Paris.
- 1998 : Pourquoi m’as-tu fait si laid, Mary ? d’après Mary Shelley, mise en scène de Patrick Simon, Espace Kiron, Paris
- 1999 : La Double Vie de Félida de Dominique Paquet, mise en scène de Patrick Simon, Atelier du Plateau, Paris.
- 2000 : Un hibou à soi de Dominique Paquet, mise en scène de Patrick Simon, Scène nationale du Manège, La Roche-sur-Yon.
- '2001 : La Noce et Un jubilé d'Anton Tchekhov, mise en scène de Jean-Louis Thamin, Théâtre du Port de la Lune, Bordeaux.
- 2002 : Derniers Remords avant l’oubli de Jean-Luc Lagarce, mise en scène de Michel Boy, Théâtre des Lucioles.
- 2003 : Jaz de Koffi Kwahulé, mise en scène de Patrick Simon, Théâtre de l’Oulle.
- 2004 : Une chaîne anglaise d'Eugène Labiche, mise en scène de Jean-Paul Tribout, Théâtre 14, Paris.
- 2006 : L'Illusion comique de Pierre Corneille, mise en scène de Marion Bierry, Théâtre Poche-Montparnasse, Paris.
- 2006 : L’maejon s’infonce de Dominique Paquet, audio-spectacle de Yvan Blanloeil, Compagnie Intérieur Nuit.
- 2010 : La Consolation de Sophie de Dominique Paquet, mise en scène de Patrick Simon, Espace culturel Boris Vian.
- 2011 : Enquête sur Hamlet d’après Pierre Bayard, mise en scène de Patrick Simon, tournée.
- 2011 : Cabaret astroburlesque, mise en scène de Patrick Simon, Festival des jeux du Théâtre de Sarlat.
- 2014 : Chemins de dames de Dominique Paquet, mise en scène de Patrick Simon, tournée.

## Filmographie
- 1973 : Splendeurs et misères des courtisanes d'Honoré de Balzac, réalisation Maurice Cazeneuve, TF1
- 1981 : Il était une fois le Dropt de Roger Trasbot, réalisation de Philippe Neel, FR3 Bordeaux.
- 1986 : Le Crime de Médée, réalisation de Francis Fehr, FR3 Lille.

## Publications

### Pièces et textes dramatiques joués au théâtre et publiés
- La Ciudad del sueño, mise en scène de Patrick Simon, Alliance française de Miraflores, 1988
- L'Île des poids-mouches, version 1, mise en scène de Patrick Simon, 1989
- Congo Océan, ou le Jeu renouvelé du chemin de fer Brazzaville-Pointe Noire (510 kilomètres) édifié à la sueur de la chair d'ébène, et qui coûta, dit-on, un nègre par traverse, éditions Chiron, 1990. Mise en scène de Patrick Simon.
- La Byzance disparue, éditions Le Bruit des Autres, Mise en scène de Patrick Simon, 1994.
- La Dérive des continents, éditions William Blake and Co, 1993.
- La Peau du monde, Théâtre du Port de la Lune, 1994.
- Les escargots vont au ciel, éditions Très-Tôt Théâtre, Mise en scène de Patrick Simon, 1997-1999.
- La Folie du rouge, mise en scène Christina Fabiani, 1999
- La Double Vie de Félida, mise en scène Patrick Simon, 1999
- Le Manger mou et le Sous-vide, éditions Crater, Paris, 2000. Mise en scène de Patrick Simon, 1997.
- Un hibou à soi, Manège Éditions, La Roche sur Yon, 1999. Mise en scène de Patrick Simon, 2000.
- La Blatte amoureuse, revue Encres vagabondes, Paris, 2000. Mise en scène de Florence Lavaud, 2001.
- Froissements de nuits, éditions Monica Companys, Angers, 2001. Mise en scène de Patrick Simon, 1999.
- Vers la mer des Bossynes, mise en scène d'Hélène Hamon, 2000.
- Les Échelles de nuages, éditions L'École des loisirs, Paris, 2001. Mise en scène de Patrick Simon, 2002 ; mise en scène de Maïa Commère, 2006 ; mise en scène de Valérie Fiévet, 2007 ; mise en scène de Cécile Tournesol, 2010.
- Elle s’appelait Tempête, mise en scène de Véronique Durupt, 2001.
- « Nazo-blues », in La Plus Grande Pièce du monde, éditions de l’Amandier, Paris, 2002. Mise en scène de Patrick Simon, 2002
- La Peau des pierres, mise en scène de Grégoire Callies et Laurent Contamin, 2002.
- Cambrure fragile, éditions Comp’Act, Chambéry, 2002.
- Son parfum d’avalanche, Éditions théâtrales Jeunesse, Paris, 2003. Mise en scène de Patrick Simon, 2005
- Cérémonies, éditions L'École des loisirs, Paris, 2004. Mise en scène de Patrick Simon, 2009/2012.
- « Un amour de libellule » in Fantaisies microscopiques, L'Avant-Scène, Quatre vents, 2004. Mise en scène de Stéphanie Tesson, 2004.
- Les Maîtres fugueurs, mise en scène de Patrick Simon, 2004.
- Les Tribulations d’une pince à glace…, L'Avant-Scène, Quatre Vents, Paris, 2005. Mise en scène Nicolas Hénault, 2002.
- Général courant d’air, L'Avant-Scène, Quatre Vents, 2005.
- Petit Fracas, Éditions théâtrales Jeunesse, 2005.
- Ma vie rêvée, mise en scène de Guy-Pierre Couleau, 2005.
- Passage des hasards, éditions Lansman, Toulouse, 2006. Mise en scène de Gilles Guérin, 2006.
- « Votre boue m’est dédiée » in Le Choix des T(h)ermes, éditions de l’Amandier, Paris, 2006. Mise en lecture Panchika Velez, 2006.
- Nuit de goudron, mise en scène de Christina Fabiani, Compagnie de la Hulotte, 2006.
- L'maejon s’infonce, audio-spectacle, mise en ondes Yvan Blanloeil, 2006.
- Terre parmi les courants, éditions Monica Companys, 2007. Mise en scène de Patrick Simon.
- Les Cygnes sauvages, L’Île des poids mouche, éditions Retz, 2008. Version 2. À ciel ouvert, avec Florent Couao-Zotti et Fabienne Rouby, mise en scène Jean-Claude Gal, 2007.
- Grandir, variations pour un lapin, mise en scène de Florence Lavaud, 2007.
- Dissipation des brumes matinales, avec Karin Serres et Françoise Pillet, mise en scène de Patrick Simon, 2008.
- Mon nom est Personne, mise en scène d'Olivier Menu, Les Fous à réaction, 2009.
- Axe majeur, mise en scène de Joël Dragutin, Théâtre 95, 2011.
- L’Estuaire est un pays d’ombres, L’Estuaire refusé et Paroles de l’eau, éditions Script, 2011. Mise en scène de Mustapha Aouar, 2011.
- La Consolation de Sophie, éditions L'École des loisirs, Paris, 2011. Mise en scène de Patrick Simon, 2010/2012.
- Mascaret, dérive d’estuaire, éditions Script, Cenes4, 2013.
- Elles, (mise en scène de Patrick Simon), 2014
- Chemins de dames (mise en scène de Patrick Simon), 2014
- Maman Typhon, (mise en scène de Nathalie Fort) L'École des loisirs, 2014
- Effrontée in Clones, Robots et cie, Editions Color Gang, 2017
- Floue, mise en scène Jean-Claude Gal, 2018.
- La vie même courbe, (mise en scène Simon Letessier), 2018.
- Moi et mon Jules (Verne), Musée Jules Verne, 2018.
- Prête-moi tes ailes !, Editions Théâtrales Jeunesse, septembre 2019
- Moi dans 20 ans, mise en scène Florence Lavaud, Chantier Théâtre, 2024 portraits-cie-florence-lavaud  Dordogne
- Floue, version longue, mise en scène Patrick Simon, Festival De beaux lendemains, Saint-Brieuc, automne 2024 - Le Local des Autrices, Paris, printemps 2025.
- Quitter les poulpes, in Sur le Fil, La Kopé Théâtre, éditions, avril 2025.

### Textes radiophoniques
- 2000 : Miroir, mon beau miroir, éloge de la beauté, Atelier décentralisé de Radio France, 20 émissions produites par Guy Suire.

### Essais
- Alchimies du maquillage, éditions Chiron, Paris, 1989.
- Miroir, mon beau miroir, une histoire de la beauté, coll. « Découvertes Gallimard / Culture et société » (no 318), Paris, 1997.
- Le Théâtre du Port de la lune, éditions Confluences, Bordeaux, 2003.
- La Dimension olfactive dans le théâtre contemporain, éditions L’Harmattan, Paris, 2005.
- Le Parfum, soirée THEMA, documentaire de Jacqueline Blanc-Mouchet, Arte, 1998.
- La Beauté, éditions Gallimard, Paris, 2013, préface de Camille Laurens.
- Abymes et surgissements, Généalogie du merveilleux suivie de L’Ecriture du merveilleux dans le théâtre jeunesse, Presses Universitaires de Bordeaux, mai 2024.Université Bordeaux-Montaigne